# Defense Support Program
Pour les articles homonymes, voir DSP.

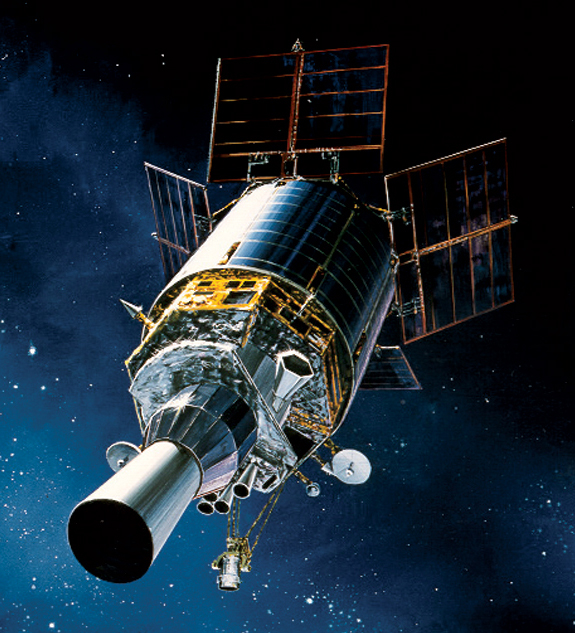
Vue d'artiste d'un satellite du DSP dans l'espace. Le capteur primaire (à gauche en bas) est pointé vers la Terre. Trois viseurs d'étoiles sont pointés vers le côté, le haut et la droite.

Le Defense Support Program ou DSP est une famille de satellites d'alerte précoce de l’Armée de l'Air américaine qui constituait au tournant du XXe siècle la principale composante du système d'alerte avancé satellitaire (Satellite Early Warning System) américain chargé de détecter le lancement de missiles balistiques éventuellement porteurs de têtes nucléaires. Déployés entre 1970 et 2007, ils ont été progressivement remplacés par les satellites SBIRS à compter de 2006. 
Sur le plan technique, tous ces satellites étaient équipés d'un télescope infrarouge et sont placés sur une orbite géosynchrone. Cinq versions se sont succédé (23 satellites en tout) pour améliorer leurs performances. La masse est passée de 907 à 2386 kilogrammes. 

## Caractéristiques des satellites DSP
Les satellites d'alerte précoce DSP sont placés en orbite géostationnaire pour pouvoir observer de leur position l'ensemble de l'hémisphère terrestre qui leur fait face. La charge utile est composée de capteurs infrarouges montés au foyer d'un télescope Schmidt à grande focale. Le satellite tourne sur lui-même autour de son axe optique, à une vitesse de 6 tours par minute, pour balayer l'ensemble de l'hémisphère visible depuis sa position.

## Utilisation
Les satellites du DSP, contrôlés par l’Air Force Space Command, sont conçus pour détecter les lancements de missiles ou de vaisseaux spatiaux ainsi que les explosions nucléaires. Ainsi pendant l'opération Tempête du désert, le DSP a été utilisé pour détecter le lancement des missiles Scud irakiens et alerter les forces militaires ainsi que les autorités civiles d'Israël et de l'Arabie saoudite.
Le DSP a été conçu comme un système d'alerte avancée contre des menaces en provenance des puissances nucléaires et il a été plus particulièrement pensé pour contrer les menaces de l'Union soviétique/Russie. Les militaires américains ont exprimé des réserves quant à la capacité de ces satellites à détecter des menaces en provenance d'acteurs non étatiques.

## Les différentes générations de satellites DSP

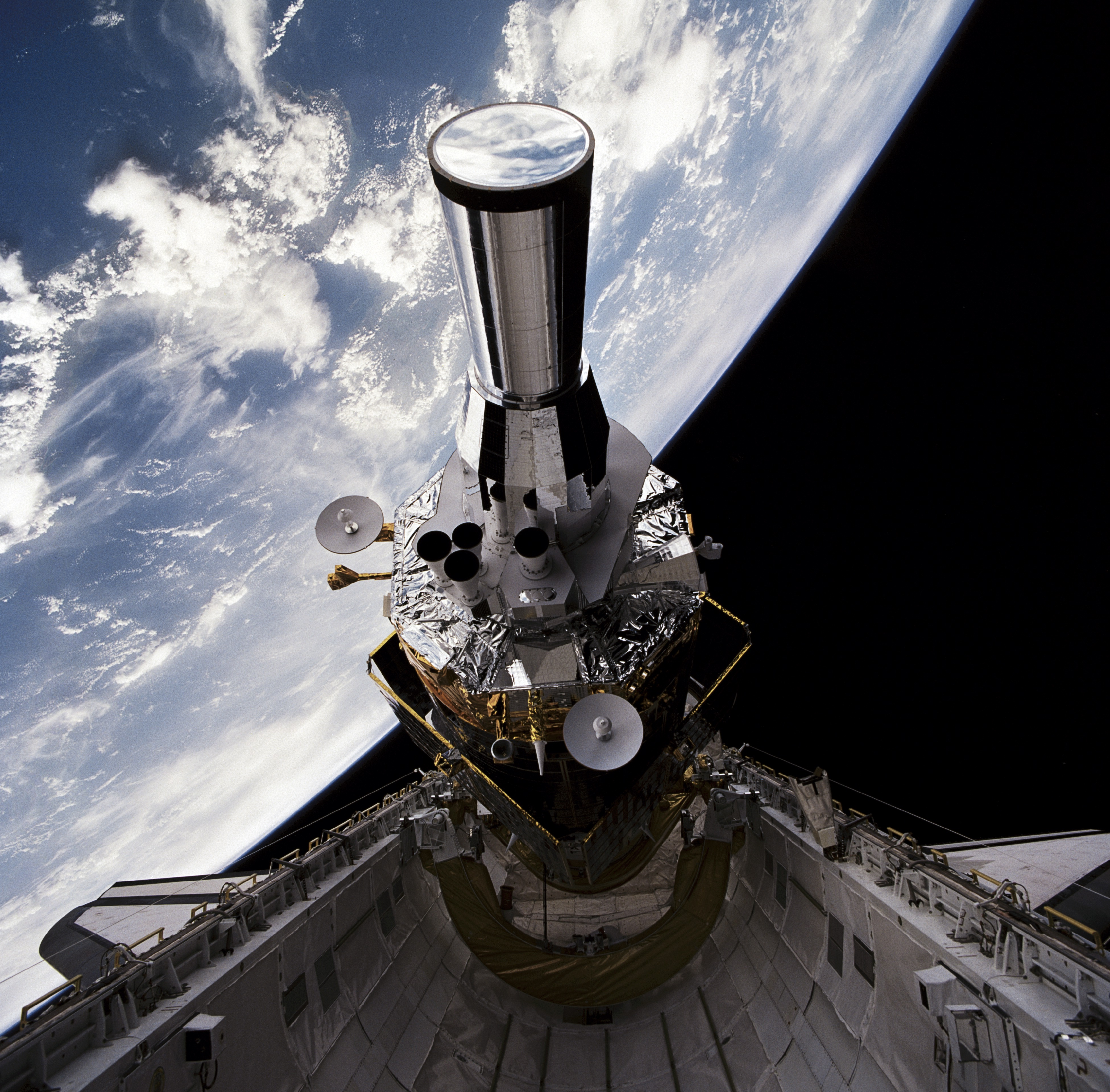
Déploiement d'un satellite d'alerte du Defense Support Program lors de la mission STS-44 en 1991.

Le système DSP a remplacé les satellites MIDAS développé dans les années 1960. Douze satellites MIDAS ont été lancés (le premier le 24 mai 1960). En 1966, le programme DSP est mis sur pied et le premier lancement du nouveau système a lieu le 6 novembre 1966. Plusieurs générations de satellites DSP se sont succédé avec des capacités croissantes. Les premiers DSP d'une masse de 900 kg et disposant de 400 watts d'énergie disposaient de 2000 détecteurs infrarouges et leur durée de vie était de 1,25 an. Les satellites DSP de la dernière génération ont une masse de 2 380 kg, disposent de 1 275 watts d'énergie et de 6000 détecteurs ; leur durée de vie nominale est de 5 ans. Tous les satellites sont construits par   Northrop Grumman.
Cinq générations de satellites DSP se sont succédé :
- Bloc 1: Phase I, 1970–1973, 4 satellites DSP 1, 2, 3 et 4

Satellites de 907 kg disposant de 2 000 détecteurs infrarouges et de panneaux solaires fournissant 400 W. Durée de vie de 15 mois.
- Bloc 2: Phase II, 1975–1977, 3 satellites DSP 5, 6 et 7

Satellites de 1 046 kg disposant de panneaux solaires fournissant 480 W avec une durée de vie accrue à 2 ans.
- Bloc 3: Multi-Orbit Satellite Performance Improvement Modification (MOS/PIM), 1979–1984, 4 satellites DSP 8, 9, 10, 11

Satellites de 1 170 kg disposant de panneaux solaires fournissant 500 W avec une durée de vie portée à 3 ans. Capacité à se placer sur une orbite elliptique en cours de mission.
- Bloc 4: Phase II Upgrade, 1984–1987, 2 satellites DSP 12 et 13

Ces satellites de 1 674 kg comportent 6 000 détecteurs infrarouges et des panneaux solaires fournissant 680 watts.
- Block 5: DSP-I (DSP-Improved), 1989-2007, 10 satellites DSP 14 à 23

Satellites de 2 386 kg.

## Remplacement
Les satellites DSP ont été progressivement remplacés par les satellites SBIRS dont la tête de série a été placée en orbite le 7 mai 2011. Le dernier satellite DSP a été lancé le 11 novembre 2007 mais est tombé en panne en orbite géostationnaire pour des raisons indéterminées. En 1999, un autre satellite du programme n'avait pu atteindre l'orbite géostationnaire à la suite d'une défaillance de l'étage IUS chargé de la placer sur cette orbite.

## Chronologie des lancements de satellites du système DSP
| Désignation | Type   | Masse   | Date de lancement | Lanceur                     | NSSDC ID  | Commentaire                |
| ----------- | ------ | ------- | ----------------- | --------------------------- | --------- | -------------------------- |
| DSP 1       | Bloc 1 | 907 kg  | 6 novembre 1970   | Titan III (23)C             | 1970-093A | Échec partiel du lancement |
| DSP 2       | Bloc 1 | 907 kg  | 5 mai 1971        | Titan III (23)C             | 1971-039A |                            |
| DSP 3       | Bloc 1 | 907 kg  | 1 mars 1972       | Titan III (23)C             | 1972-010A |                            |
| DSP 4       | Bloc 1 | 907 kg  | 12 juin 1973      | Titan III (23)C             | 1973-040A |                            |
| DSP 5       | Bloc 2 | 1043 kg | 14 décembre 1975  | Titan III (23)C             | 1975-118A |                            |
| DSP 6       | Bloc 2 | 1043 kg | 26 juin 1975      | Titan III (23)C             | 1976-059A |                            |
| DSP 7       | Bloc 2 | 1043 kg | 6 février 1977    | Titan III (23)C             | 1977-007A |                            |
| DSP 8       | Bloc 3 | 1170 kg | 10 juin 1979      | Titan III (23)C             | 1979-053A |                            |
| DSP 9       | Bloc 3 | 1170 kg | 16 mars 1981      | Titan III (23)C             | 1981-025A |                            |
| DSP 10      | Bloc 3 | 1170 kg | 6 mars 1982       | Titan III (23)C             | 1982-019A |                            |
| DSP 11      | Bloc 3 | 1170 kg | 14 avril 1984     | Titan 34D Transtage         | 1984-037A |                            |
| DSP 12      | Bloc 4 | 1674 kg | 22 décembre 1984  | Titan 34D Transtage         | 1984-129A |                            |
| DSP 13      | Bloc 4 | 1674 kg | 29 novembre 1987  | Titan 34D Transtage         | 1987-097A |                            |
| DSP 14      | Bloc 5 | 2386 kg | 14 juin 1989      | Titan IVA IUS               | 1989-046A |                            |
| DSP 15      | Bloc 5 | 2386 kg | 13 novembre 1990  | Titan IVA IUS               | 1990-095A |                            |
| DSP 16      | Bloc 5 | 2386 kg | 24 novembre 1991  | Navette spatiale américaine | 1991-080B |                            |
| DSP 17      | Bloc 5 | 2386 kg | 22 décembre 1994  | Titan IV(02)B IUS           | 1994-084A |                            |
| DSP 18      | Bloc 5 | 2386 kg | 23 février 1997   | Titan IV(02)B IUS           | 1997-008A |                            |
| DSP 19      | Bloc 5 | 2386 kg | 9 avril 1999      | Titan IV(02)B IUS           | 1999-017A | Satellite non fonctionnel  |
| DSP 20      | Bloc 5 | 2386 kg | 8 mai 2000        | Titan IV(02)B IUS           | 2000-024A |                            |
| DSP 21      | Bloc 5 | 2386 kg | 6 aout 2001       | Titan IV(02)B IUS           | 2001-033A |                            |
| DSP 22      | Bloc 5 | 2386 kg | 14 février 2004   | Titan IV(02B IUS            | 2001-033A |                            |
| DSP 23      | Bloc 5 | 2386 kg | 11 novembre 2007  | Delta IV 4H                 | 2007-054A |                            |

## Galerie de photographies

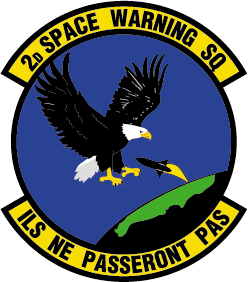
2d Space Warning Squadron (en).
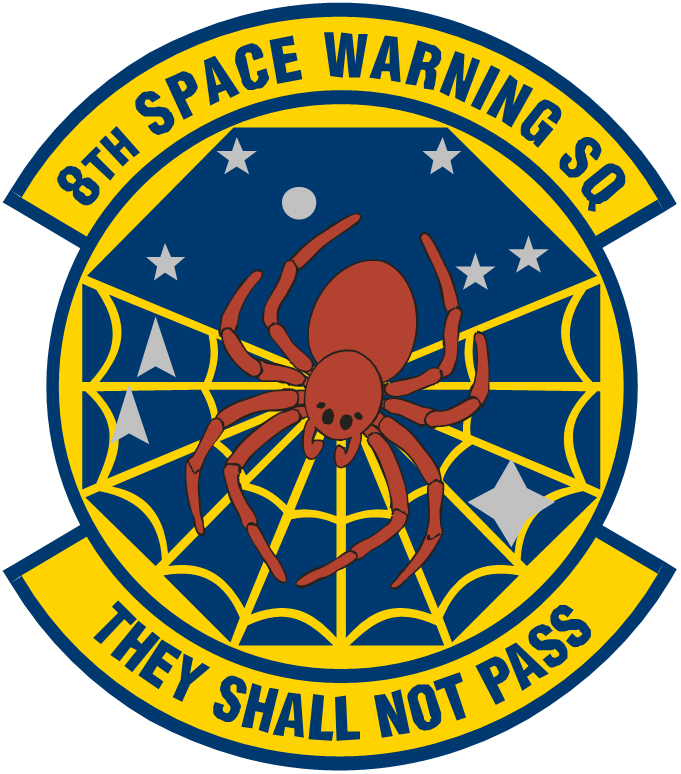
8th Space Warning Squadron (en).
11th Space Warning Squadron (en).
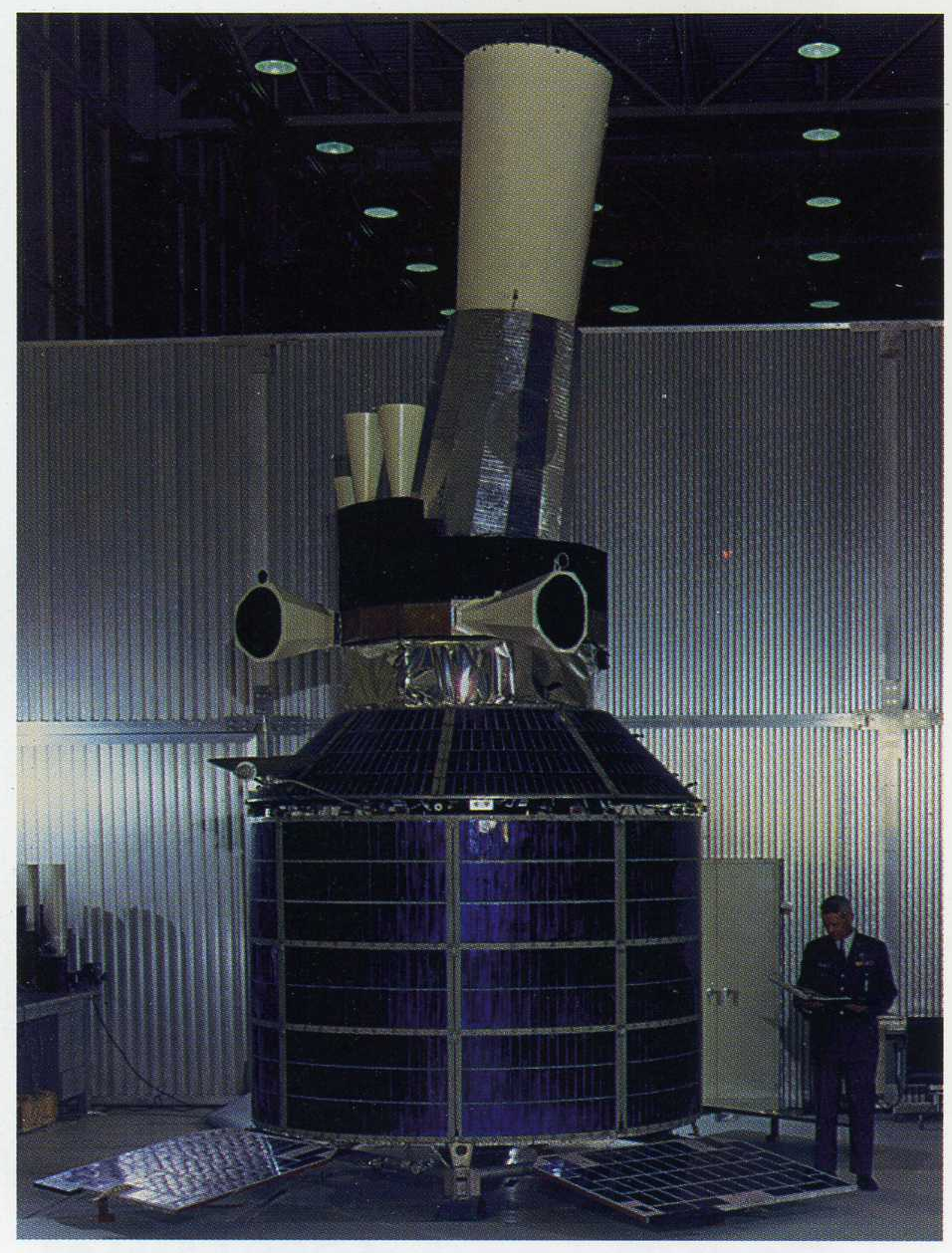
DSP Flight 1.
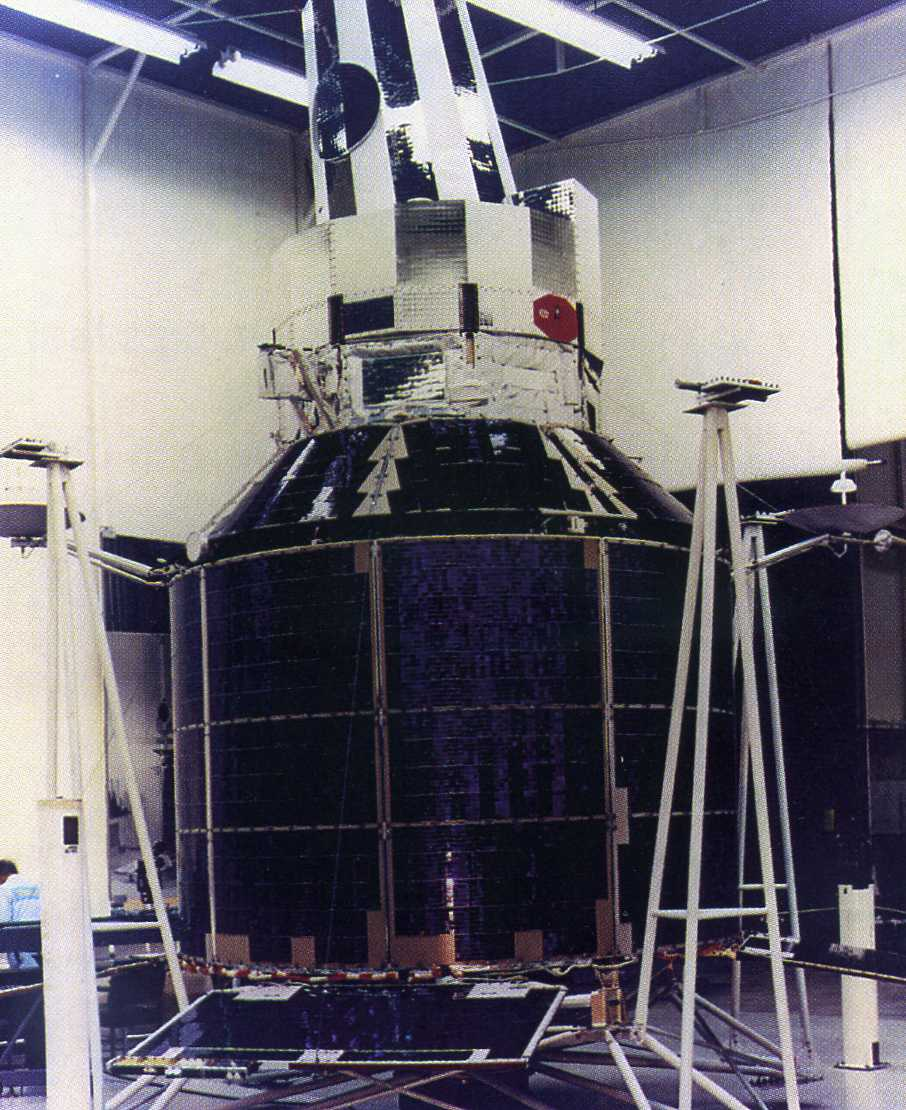
DSP Flight 2.
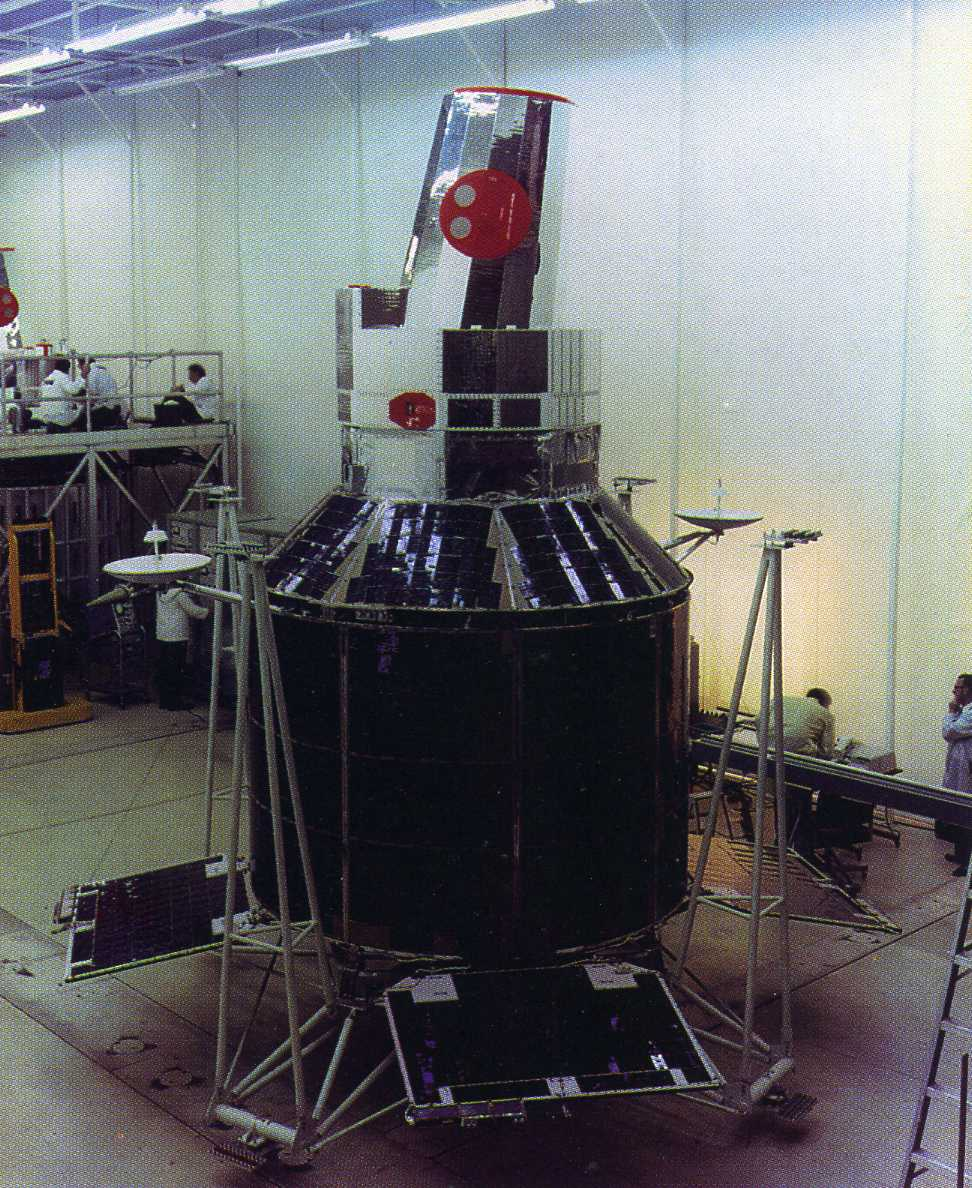
DSP Flight 3.
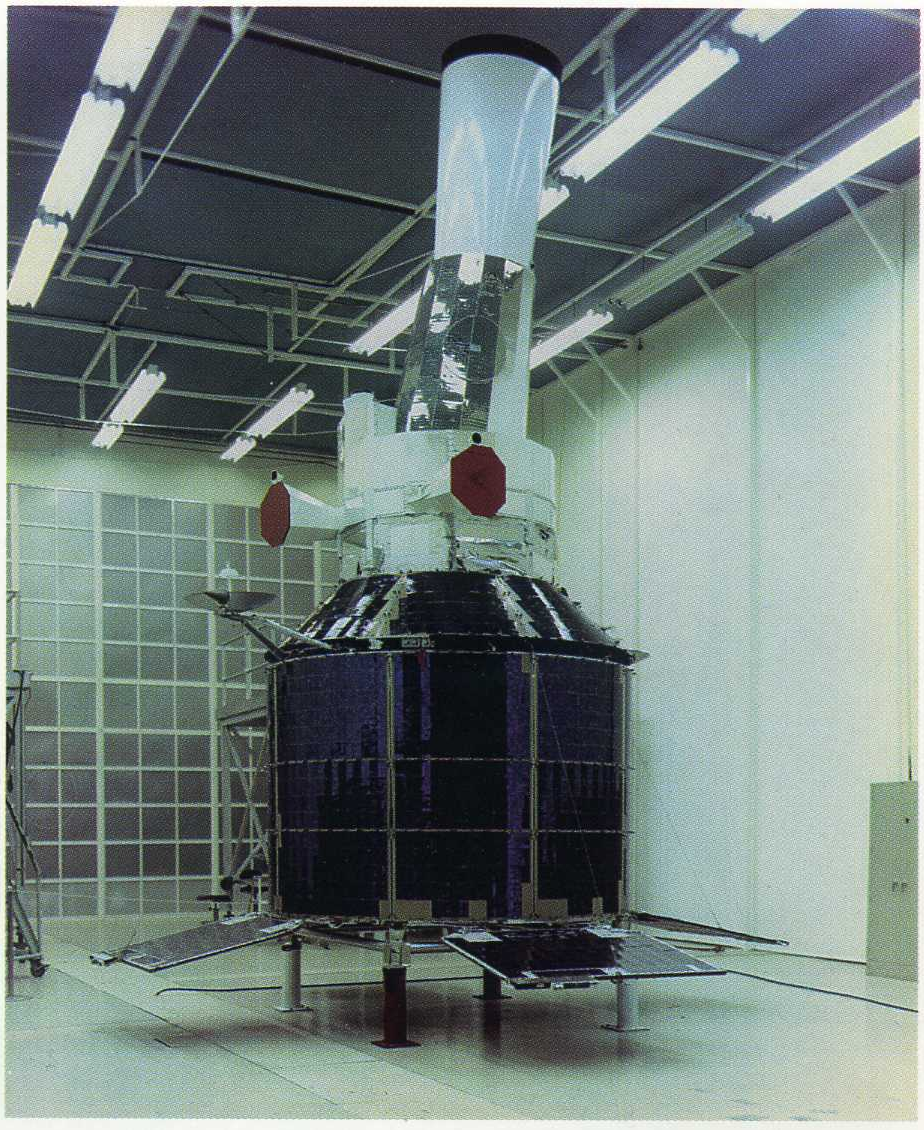
DSP Flight 4.
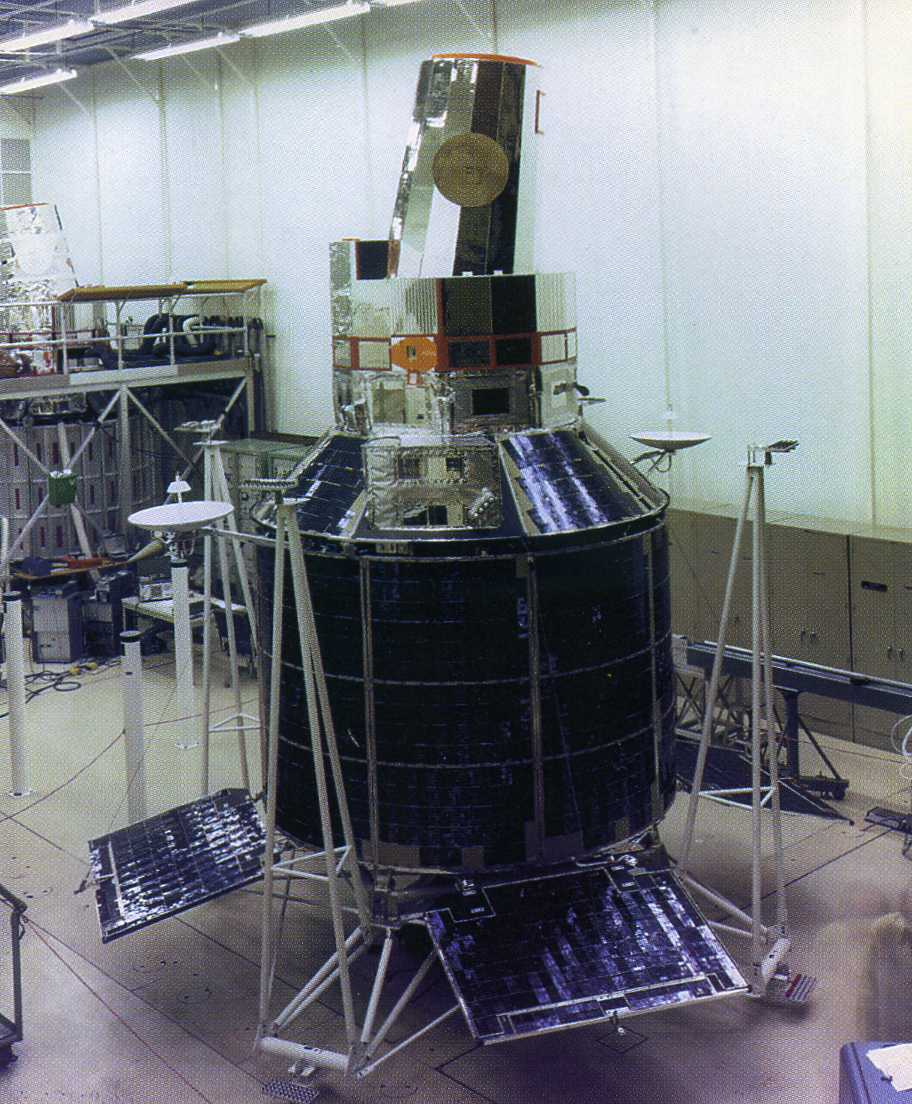
DSP Flight 5.
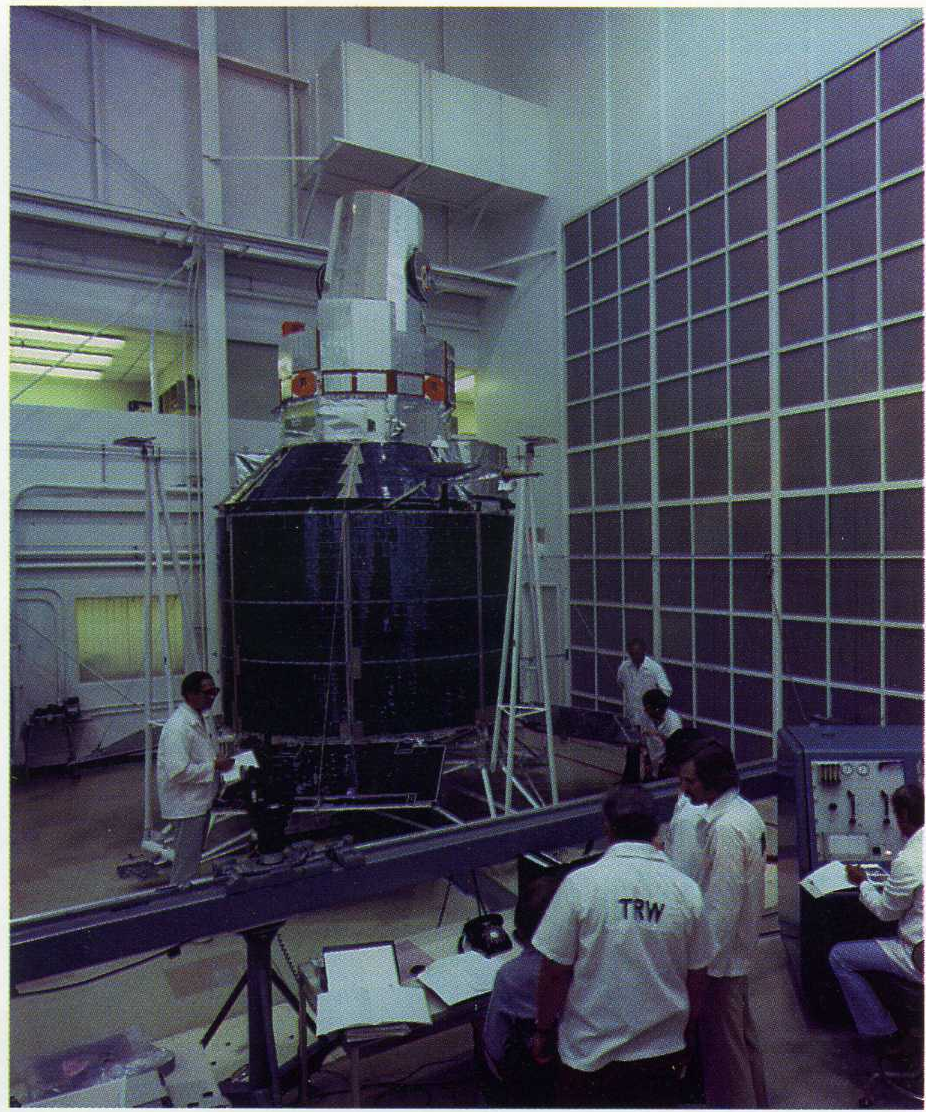
DSP Flight 7.
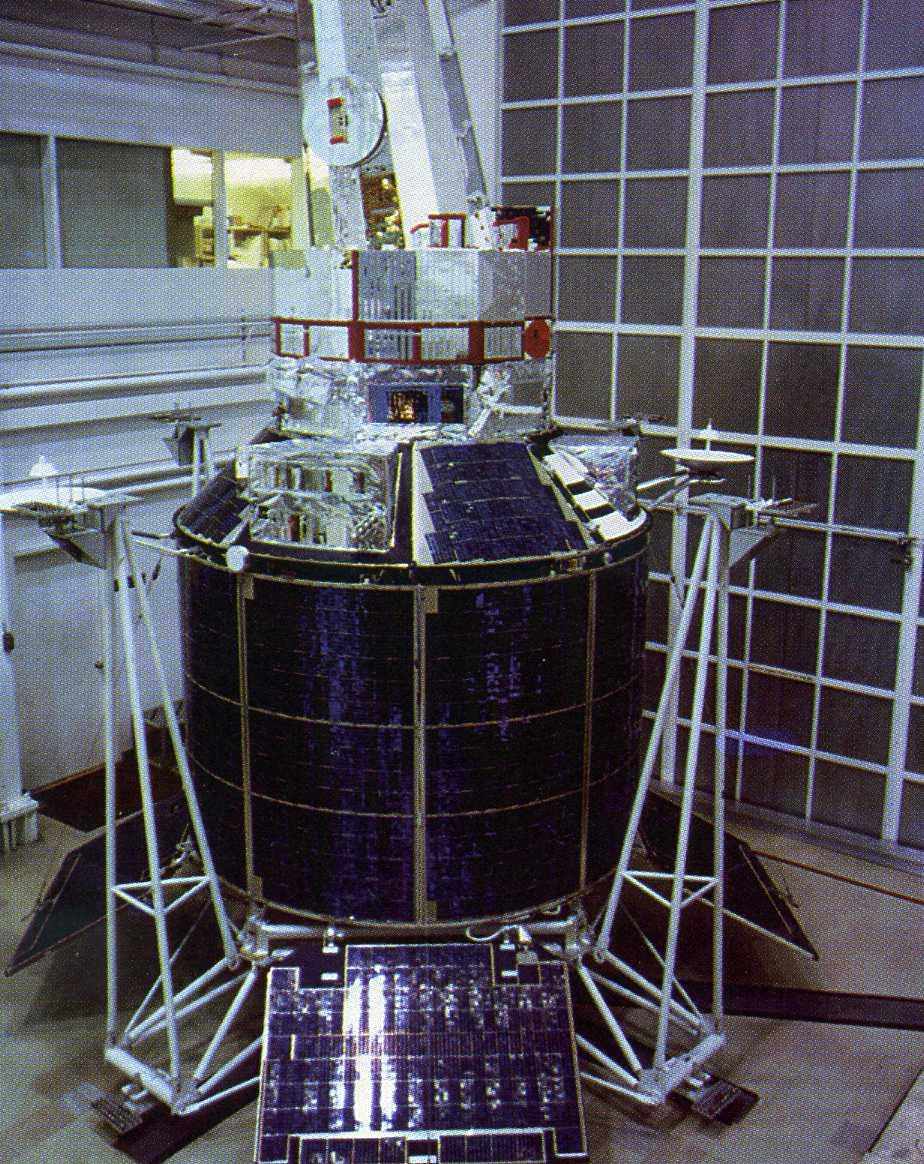
DSP Flight 8.
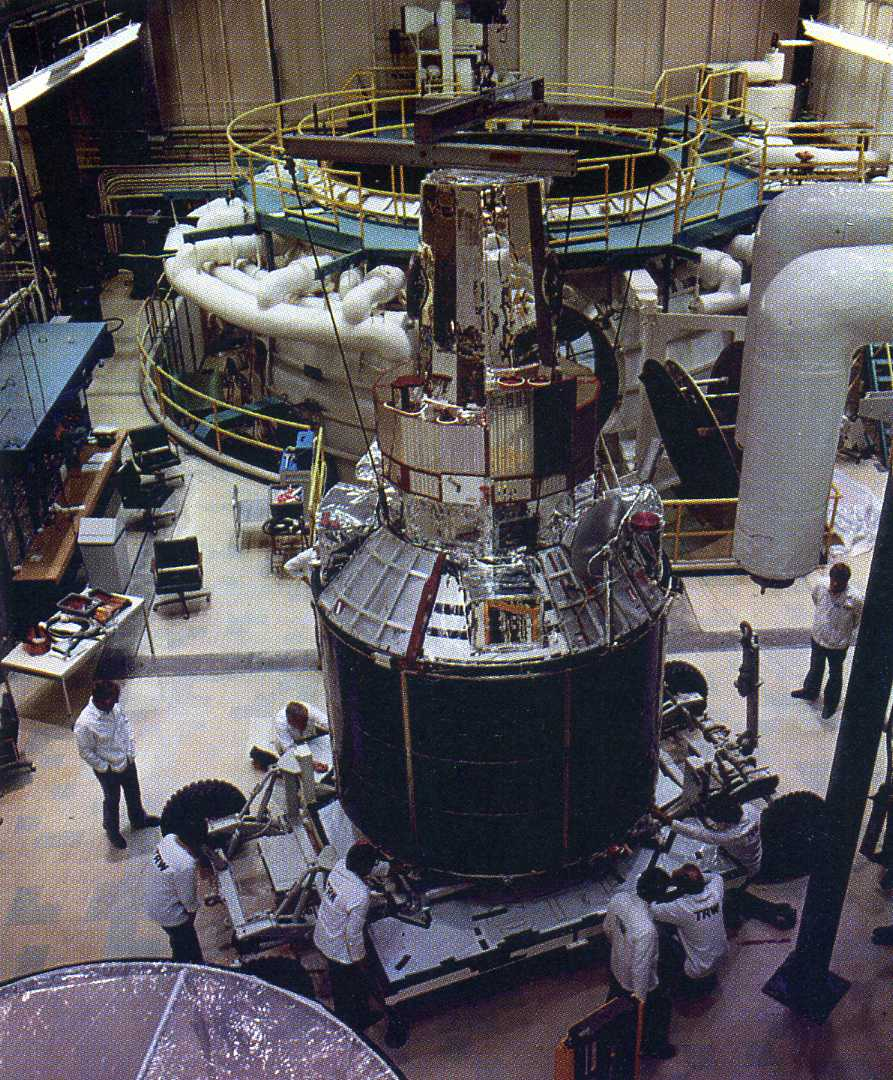
DSP Flight 9.
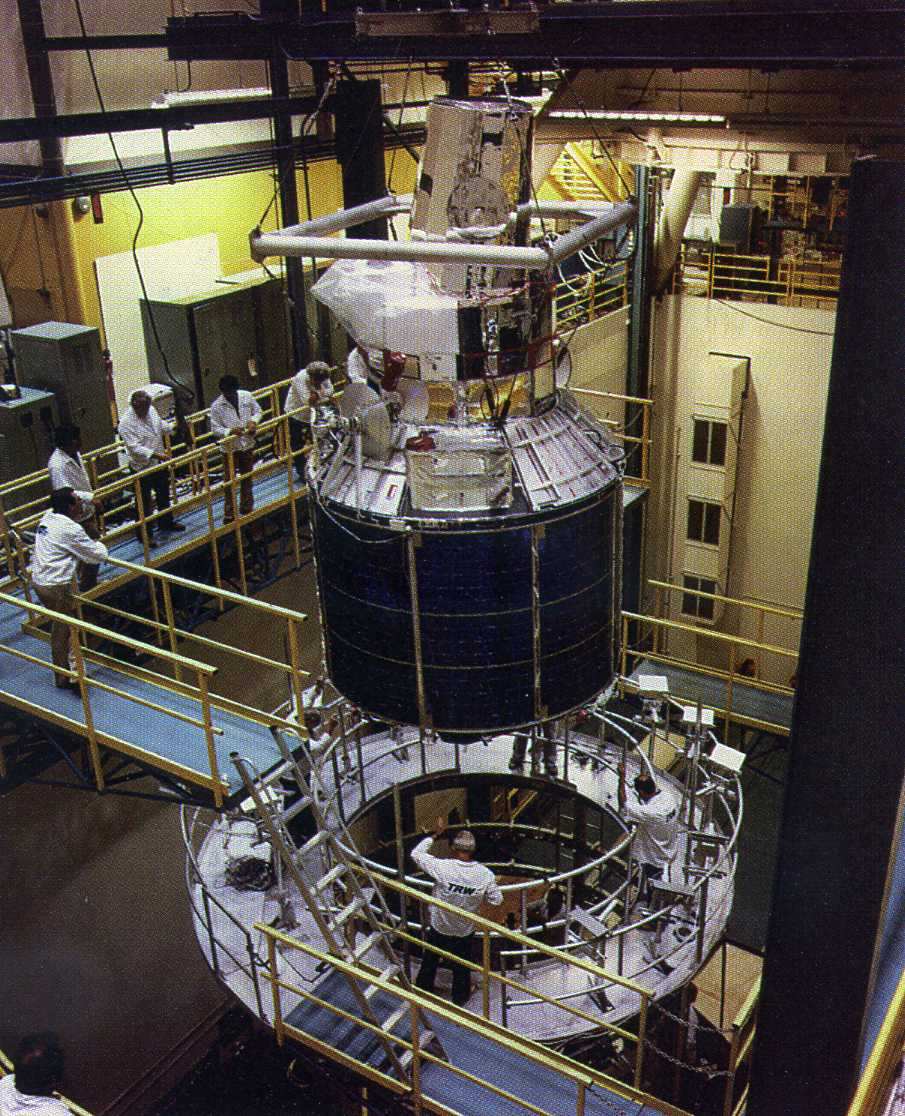
DSP Flight 10.
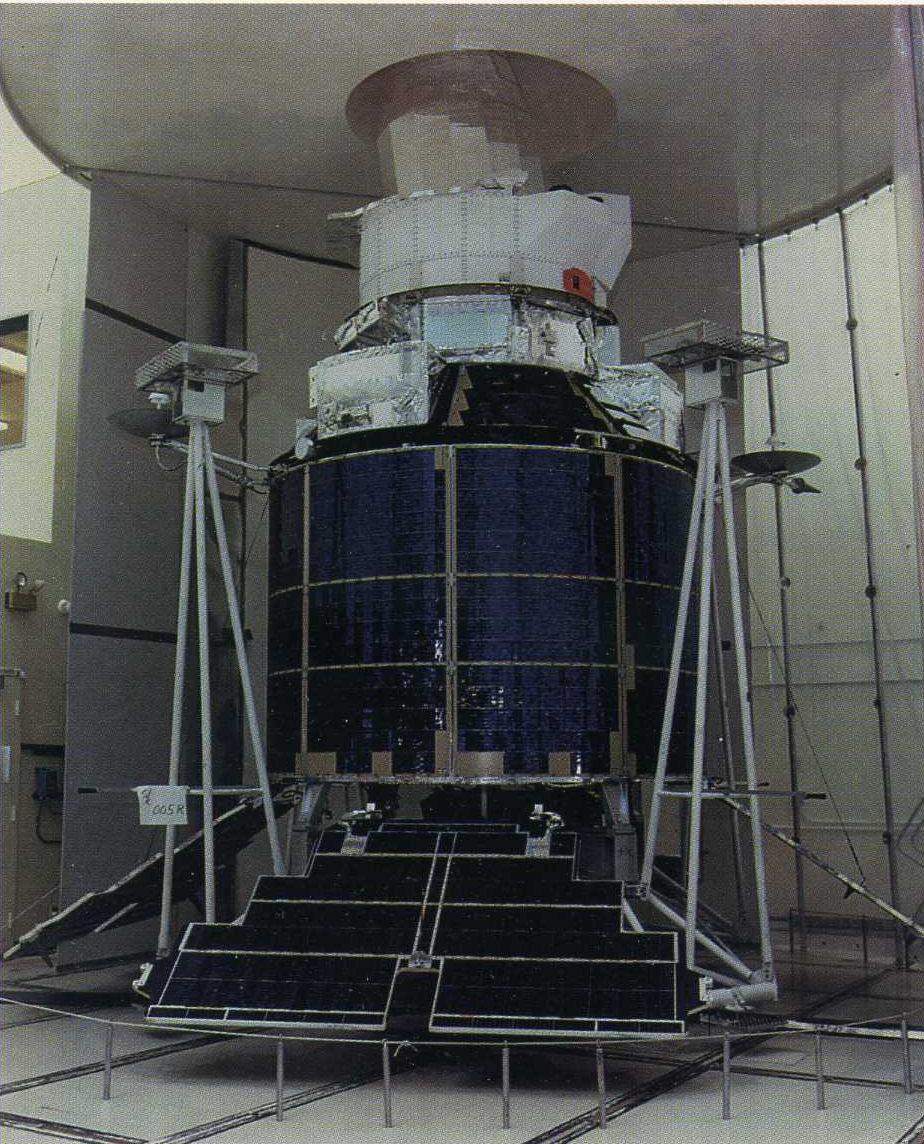
DSP Flight 13.
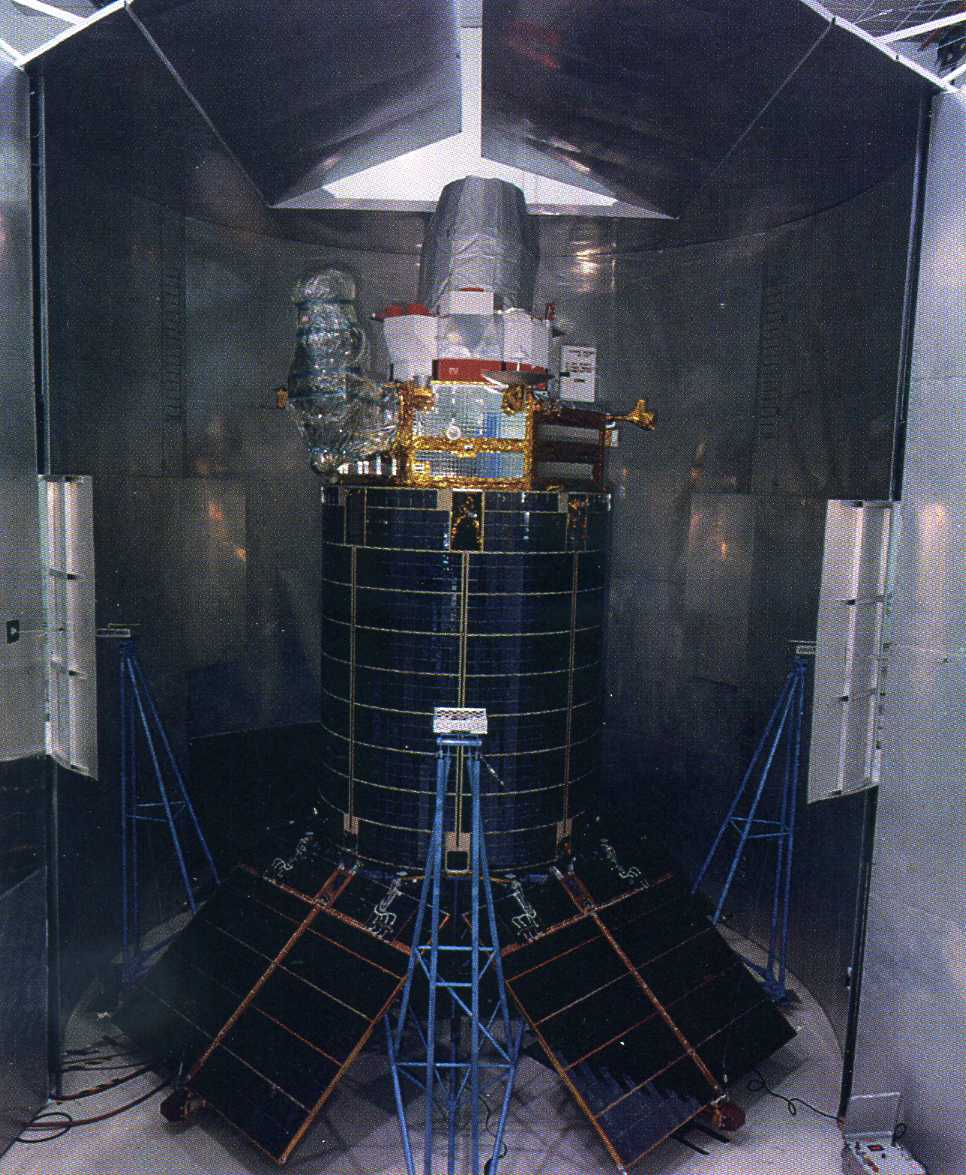
DSP Flight 14.
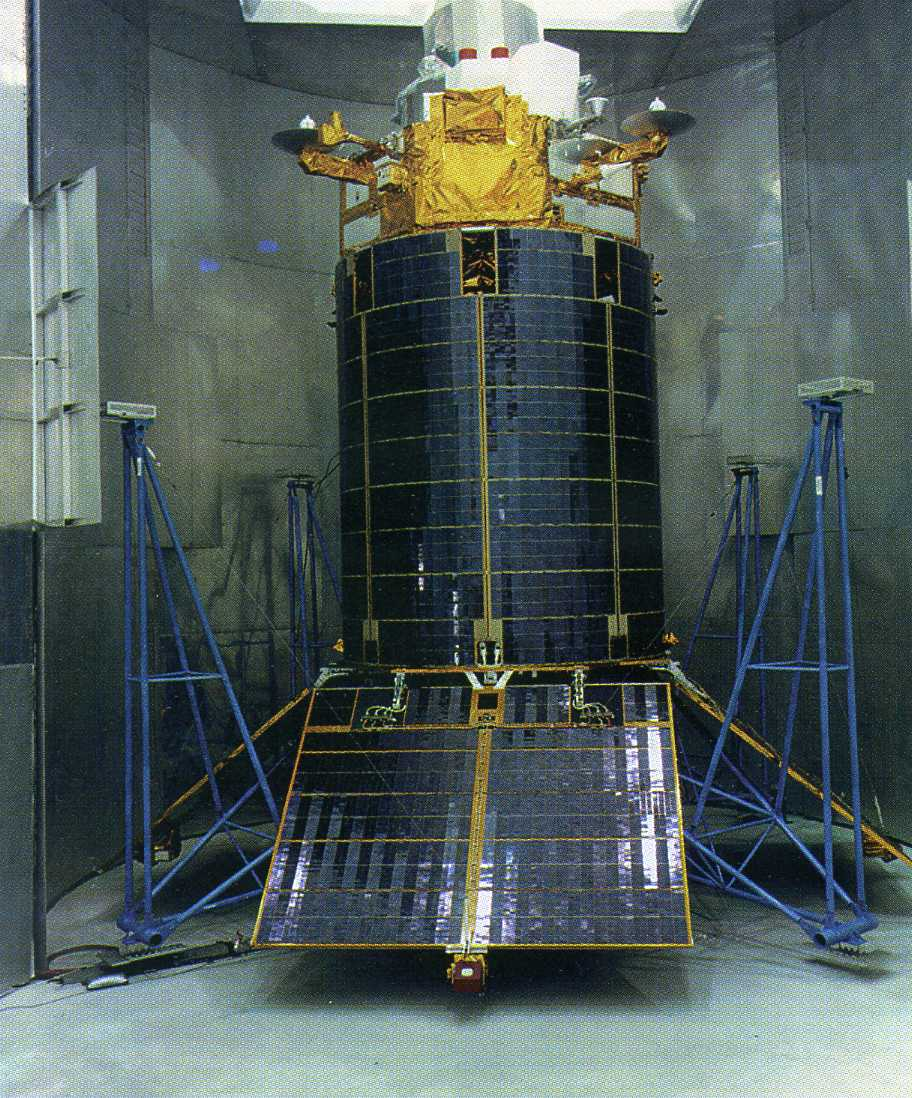
DSP Flight 15.
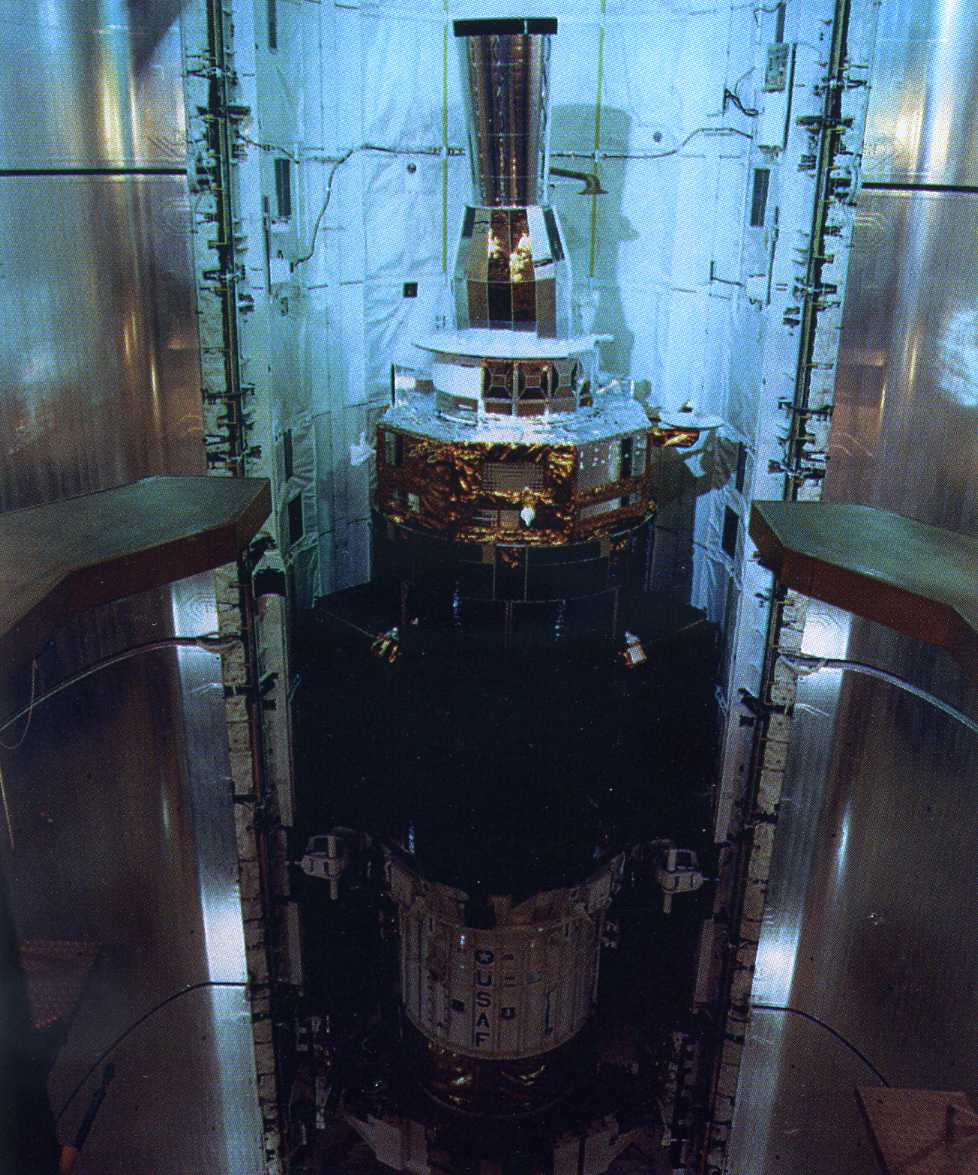
DSP Flight 16.
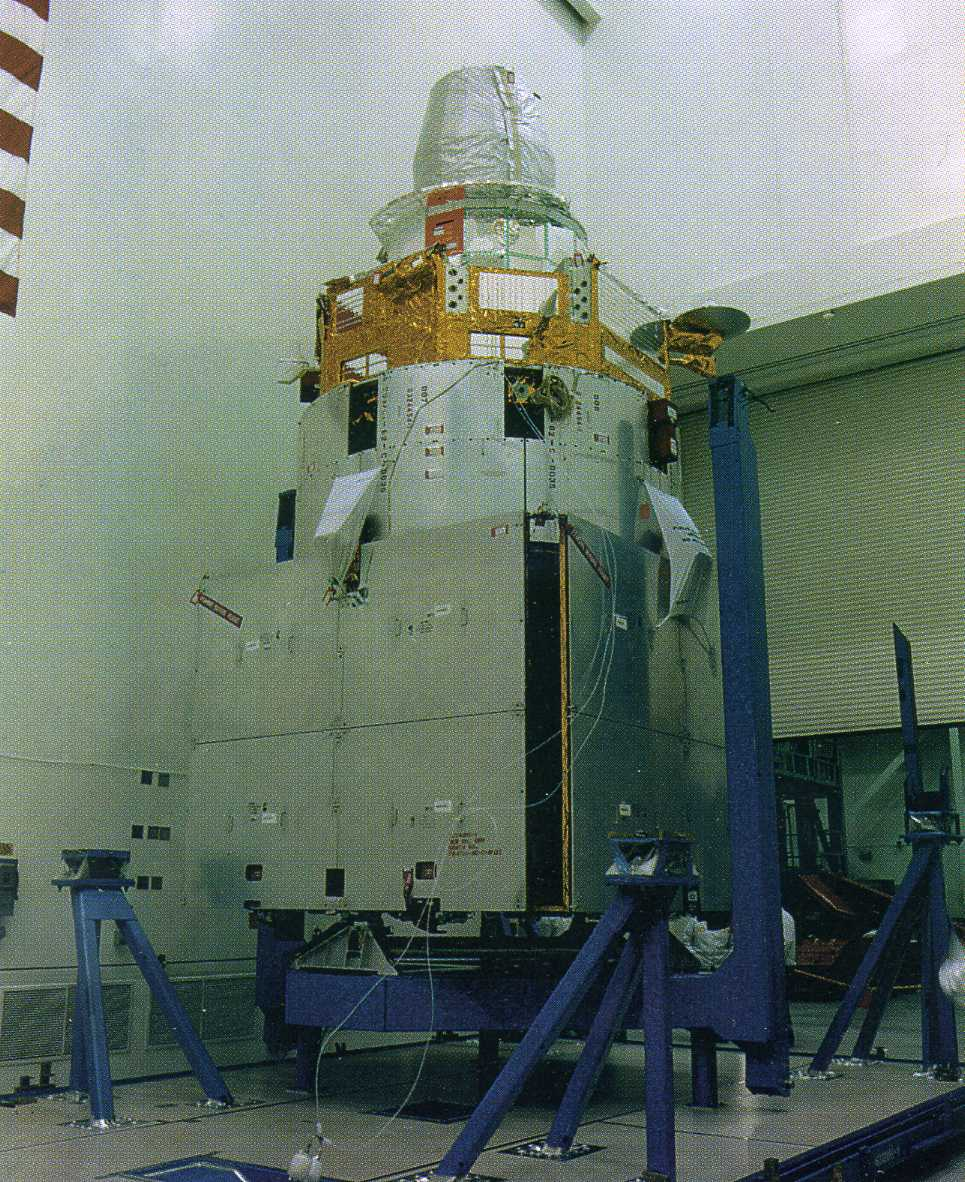
DSP Flight 17.
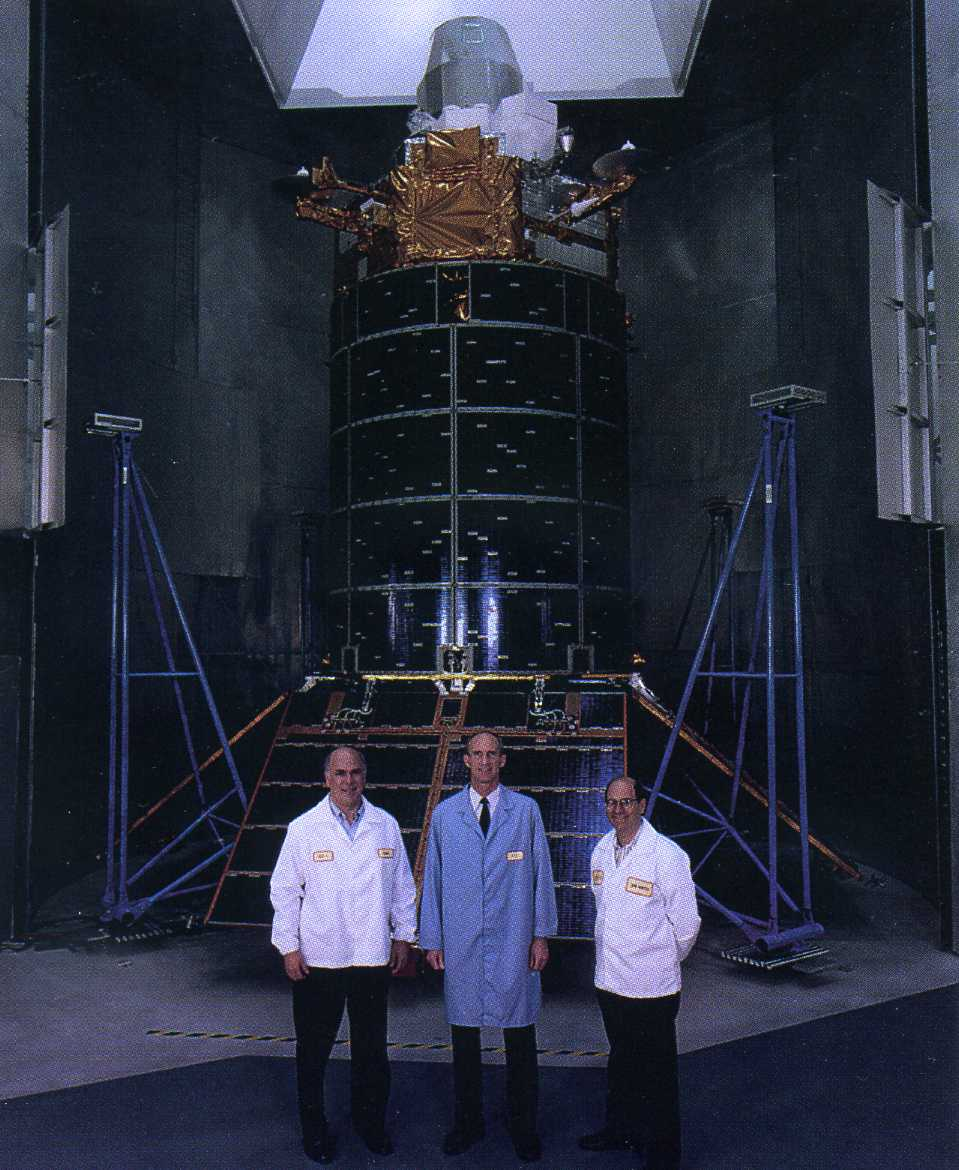
DSP Flight 18.
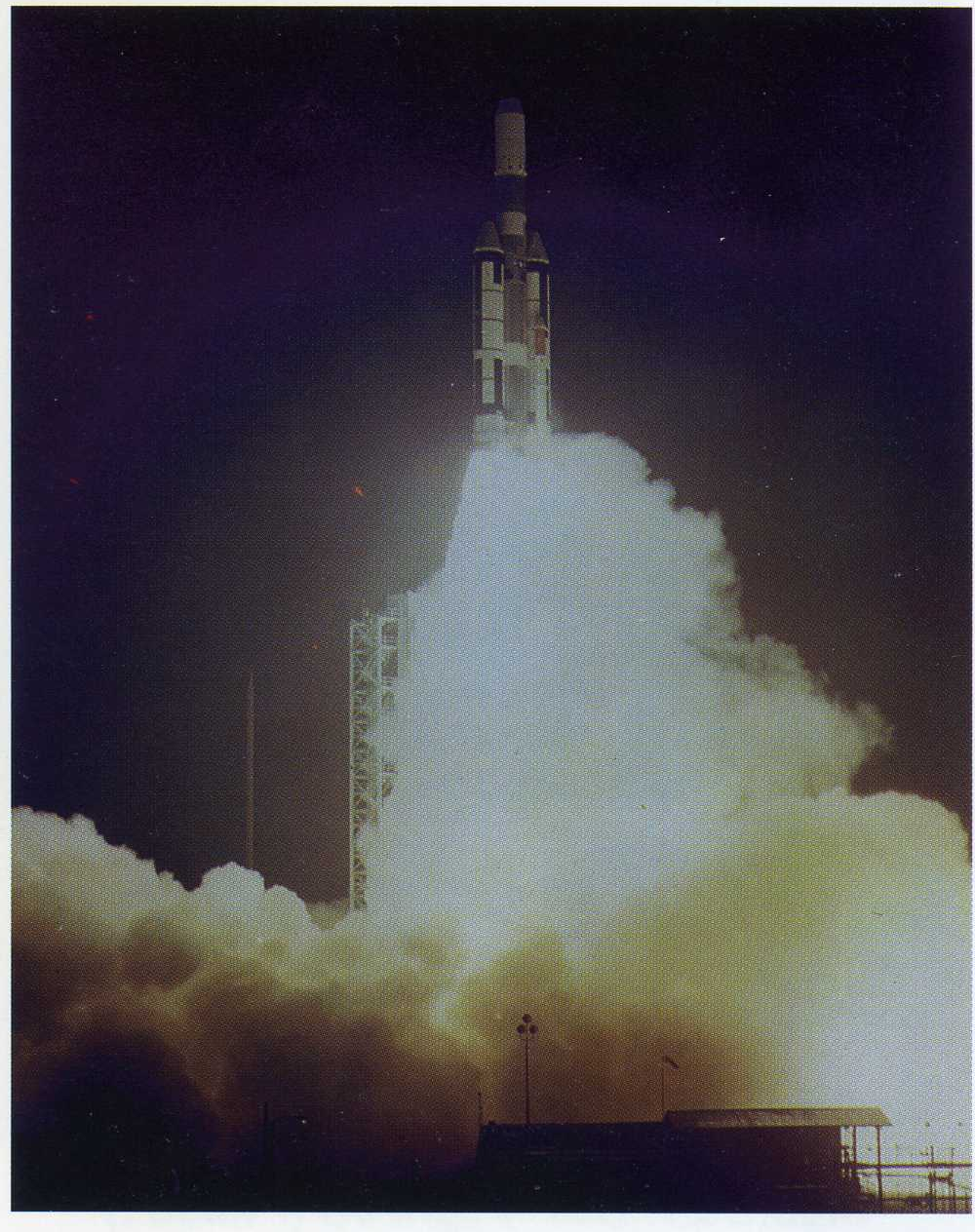
Lancement du DSP F1, le 6 novembre 1970.

### Source
- Fact Sheet, Air Force Space Command, Public Affairs Office ; 150 Vandenburg St., Suite 1105; Peterson AFB, CO, April 2004